# Helmut Schneider
Pour les articles homonymes, voir Helmuth Schneider.
Helmut Schneider est un footballeur et entraîneur allemand né le 17 juillet 1913 à Altrip et mort le 13 février 1984 à Mannheim

## Carrière de joueur
- jusqu'en 1933 : TuS Altrip
- 1933-1935 : Bayern Munich
- 1935-1940 : Waldhof Mannheim
- 1940-1945 : SpVgg Fürth, LSV Berlin
- 1945-1946 : Waldhof Mannheim
- 1946-1948 : FSV Mayence
- 1948-1950 : SpVgg Fürth

## Carrière d'entraîneur
- 1946–48 : FSV Mayence
- 1948–51 : SpVgg Fürth
- 1951–52 : VfR Mannheim
- 1952–53 : FC Cologne
- 1953–55 : FK Pirmasens
- 1955–57 : Borussia Dortmund (championnat de 1956 e 57)
- 1957–61 : FK Pirmasens
- 1961–63 : Bayern Munich
- 1963–64 : FC Sarrebruck
- 1964–65: Karlsruher SC
- 1966–66: Wormatia Worms
- 1967–68: FK Pirmasens
- 1968–69: Borussia Dortmund